# 山羊 (話劇)
山羊（The Goat, or Who Is Sylvia?）是美國著名劇作家愛德華·阿爾比在2002年3月10日發表的作品，並在當地的百老匯劇院上演；而香港話劇團體同流則在2011年引入本地，並在同年的7月7日至7月10日於尖沙咀香港文化中心上演。

## 故事簡介
一封由相識四十年的朋友Ross寄出的告密信，頓時讓身處人生巔峰的Martin萬劫不復。二十二年來從未對妻子Stevie不忠的他，遇上了生命中的真愛 Sylvia。他和「她」兩情相悅，靈慾合一。「她」，竟是一隻山羊！傷心欲絕的Stevie和憤怒的同性戀兒子Billy，終於要和Martin攤牌，一個家陷入了瘋狂的邊緣。
愛到最真，恨到最深，結局，竟然是……

## 外部連結
- 本話劇的原裝英文版網頁 （页面存档备份，存于）
- 本話劇的香港中文版官方網頁